# 張思靜
張思静（1518年—？），字伯安，號復菴，陝西西安府同州人，民籍，明朝政治人物。

## 生平
嘉靖二十二年（1543年）癸卯科陝西鄉試第三名舉人。嘉靖二十六年（1547年）中式丁未科會試第二百四十四名，登第二甲第九十名進士。改翰林院庶吉士，二十八年十月选授户科给事中，三十年十一月升户科右，三十一年五月升刑科左，三十二年三月升礼科都，三十三年正月以贺疏中失抬“万寿”字，张思静等人被廷杖四十。三十四年二月升四川右参政，四十一年三月升本省按察使。

## 家族
曾祖張琰，貢士；祖父張績，知縣；父張黻，母楊氏。重庆下。兄思鲁、思中（贡士）。弟思孝、思弟、思衛、思誠、思睿、思明、思恭。